# 曼金山
67°25′S 68°26′W / 67.417°S 68.433°W
曼金山（Mount Mangin），是南極洲的山峰，位於葛拉漢地的阿德萊德島，處於巴雷山東北面9公里，海拔高度2,040米，由讓-巴蒂斯特·夏古率領的法國探險隊繪入地圖，現時由南極條約體系管理。